# Iglesia de la Santa Transfiguración (Sarajevo)
La Iglesia de la Santa Transfiguración (en serbio: Црква Светог Преображења; en bosnio: Crkva svetog Preobraženja) es una iglesia ortodoxa serbia en Novo Sarajevo, Sarajevo, Bosnia y Herzegovina.
Inicialmente, estaba prevista para Split, en la actual Croacia, y fue construida en 1940 por Aleksandar Deroko y consagrada por el Patriarca Gavrilo V de Serbia. Ha sido el lugar de culto para los hasta 50.000 adherentes en la región. Es la única iglesia ortodoxa en Novo Sarajevo .
Durante las guerras yugoslavas, la iglesia sufrió graves daños, y después de la guerra que fue renovada. La Reelaboración de los frescos se inició en 2004 .